# Walter Fernández (Fußballspieler, 1988)
Walter Fernández, vollständiger Name Walter Rodrigo Fernández Giles, (* 7. Februar 1988 in Montevideo) ist ein uruguayischer Fußballspieler.

## Karriere
Der 1,84 Meter große Defensivakteur Fernández stand zu Beginn seiner Karriere von 2008 bis Ende Februar 2014 in Reihen des Club Atlético Progreso. Saisonübergreifend kam er dort in mindestens 44 Ligaspielen zum Einsatz und schoss wenigstens drei Tore. In der Saison 2012/13 waren darunter 21 absolvierte Partien (ein Tor) in der Segunda División. Ab März 2014 war er für Central Español aktiv und lief in der Clausura 2014 in vier Begegnungen (kein Tor) der Segunda División auf. Anfang August 2014 verpflichtete ihn der argentinische Klub Guillermo Brown. Bei den Argentiniern absolvierte er zehn Spiele im Torneo Argentino A und schoss ein Tor. Mitte September 2015 schloss er sich erneut dem Club Atlético Progreso an, in dessen Mannschaft er in der Zweitligaspielzeit 2015/16 in 14 Ligabegegnungen (kein Tor) eingesetzt wurde. In der Saison 2016 bestritt er neun persönlich torlose Zweitligaspiele.